# Zemský okres Harburg
Zemský okres Harburg (německy Landkreis Harburg) je zemský okres v německé spolkové zemi Dolní Sasko. Sídlem správy zemského okresu je město Winsen (Luhe). Má přibližně 253 tisíc obyvatel. 

## Města a obce
Města:
1. Buchholz in der Nordheide
2. Winsen (Luhe)

Obce:
1. Appel
2. Asendorf
3. Bendestorf
4. Brackel
5. Dohren
6. Drage
7. Drestedt
8. Egestorf
9. Eyendorf
10. Garlstorf
11. Garstedt
12. Gödenstorf
13. Halvesbostel
14. Handeloh
15. Hanstedt
16. Harmstorf
17. Heidenau
18. Hollenstedt
19. Jesteburg
20. Kakenstorf
21. Königsmoor
22. Marschacht
23. Marxen
24. Moisburg
25. Neu Wulmstorf
26. Otter
27. Regesbostel
28. Rosengarten
29. Salzhausen
30. Seevetal
31. Stelle
32. Tespe
33. Toppenstedt
34. Tostedt
35. Undeloh
36. Vierhöfen
37. Welle
38. Wenzendorf
39. Wistedt
40. Wulfsen